# 林燿德
林燿德（1962年2月27日—1996年1月8日），台灣文學作家，本名林耀德，另有筆名康旻思等。其先後畢業於師大附中及輔仁大學法律學系財經法學組，作品跨足詩、散文、小說、評論、劇本、漫畫等多項領域。

## 生平
林燿德，1962年生於台北市城中區，原籍福建廈門，先祖僑居於緬甸仰光市。
1977年開始文學創作；高中時代即加入以溫瑞安、方娥真等馬來西亞學生為主要成員的神州詩社，作品最初發表於《三三集刊》（1978）等媒體。期間在《三三集刊》發表詩及散文，卻也因此牽扯進「神州事件」。
林燿德在1994年〈小說迷宮中的政治迴路－「八〇年代台灣政治小說」的內涵與相關課題〉的前導介紹中標明他當時是中國青年寫作協會的會員（協會祕書長），同時也是尚書出版社的總編輯。也曾任《四度空間》詩刊藝術指導、《臺北評論》主編、《臺灣春秋》文學主編、《書林詩叢》主編。
林燿德活躍於80年代，提倡現代書寫和都市文學，並引進不少國外文學理論。他所提倡的都市文學，並不是指城鄉的二元對立，而是一種「主題」、一種精神產物，並非人們所普遍認為的「地點」。他表示：「我的關切面是都會生活型態與人文世界的辨證性。」許多學者認為林燿德最大的成就在於詩，但他自己最鍾愛的文類是散文。1988年林燿德獲得中國文藝協會所頒發的中國文藝獎章詩歌創作獎。也曾獲時報文學獎新詩推薦獎、時報科幻小說獎、創世紀詩獎、金鼎獎、新聞局優良電影劇本獎、國家文藝獎（舊制）、梁實秋文學獎首獎、時報文學獎首獎等三十餘項。
1995年5月與作家陳璐茜結褵。
1996年1月8日，正值壯年的林燿德與同為作家的張啟疆（1961年－）通話時，突發心肌梗塞，送往台北縣（今新北市）新店區耕莘醫院緊急搶救無效驟逝，享年三十四歲。林燿德逝世後數天，張啟疆在中時晚報發表文章哀悼，其他如洛夫、羅青、簡媜、司馬中原等許多作家亦都曾為其撰文悼念。
生前出版的論述八冊、詩集七冊、散文集四冊、小說七冊、劇本兩冊，質與量均非常可觀，已遠遠超越了當代中壯年作家，前衛且具有前瞻性。

## 著作

### 短篇小說集
- 《惡地形》（台北：希代，1988）。
- 《大東區》（台北：聯合文學，1995）。
- 《慾望夾心——雙色小小說》〔與陳璐茜合著〕（台北：皇冠，1995）。
- 《非常的日常》（台北：聯合文學，1999）。

### 長篇小說
- 《解謎人》〔與黃凡合著〕（台北：希代，1989）。
- 《一九四七．高砂百合》（台北：聯合文學，1990）。
- 《大日如來》（台北：希代，1991）。
- 《時間龍》（台北：時報，1994）。

### 詩集
- 《銀碗盛雪》（台北：洪範，1987）。
- 《都市終端機》（台北：書林，1988）。
- 《妳不瞭解我的哀愁是怎樣一回事》（台北：光復書局，1988）。
- 《都市之甍》（台北：漢光文化，1989）。
- 《一九九〇》（台北：尚書文化，1990）。
- 《不要驚動不要喚醒我所親愛》（台北：文鶴，1996）。

### 詩合集
- 《日出金色——四度空間五人集》（台北：文鏡文化，1986）。

### 散文集
- 《一座城市的身世》（台北：時報，1987）。
- 《迷宮零件》（台北：聯合文學，1993）。
- 《鋼鐵蝴蝶》（台北：聯合文學，1997）。
- 《林燿德散文》（杭州：浙江文藝，1999）。

### 評論集
- 《一九四九以後——台灣新世代詩人初探》（台北：爾雅，1986）。
- 《不安海域——台灣新世代詩人新探》（台北：師大書苑，1988）。
- 《羅門論》（台北：師大書苑，1991）。
- 《重組的星空》（台北：業強，1991）。
- 《期待的視野》（台北：幼獅文化，1993）。
- 《世紀末現代詩論集》（台北：羚傑企業有限公司出版部，1995）。
- 《敏感地帶——探索小說的意識真象》（台北：駱駝，1996）。

### 訪談錄
- 《觀念對話》（台北：漢光文化，1989）。

### 主編選集
1. 《中國現代海洋文學選》共三冊（台北：號角，1987）。
2. 《現代散文精選系列》共十五冊〔與鄭明娳合編〕（台北：正中書局，1989-1992）。
3. 《新世代小說大系》共十二冊〔與黃凡合編〕（台北：希代，1989）。
4. 《甜蜜買賣——台灣都市小說選》（台北：業強，1989）。
5. 《浪跡都市——台灣都市散文選》（台北：業強，1990）。
6. 《水晶圖騰——面對新人類小說》（高雄：派色文化，1990）。
7. 《台灣新世代詩人大系》共二冊〔與簡政珍合編〕（台北：書林，1990）。
8. 《世紀末偏航——八〇年代台灣文學論》〔與孟樊合編〕（台北：時報，1992）。
9. 《時代之風——當代文學入門》〔與鄭明娳合編〕（台北：幼獅文化，1991）。
10. 《流行天下——當代台灣通俗文學論》〔與孟樊合編〕（台北：時報，1992）。
11. 《當代台灣文學評論大系．文學現象卷》（台北：正中書局，1993）。
12. 《活水詩粹》（台北：活水文化，1993）。
13. 《幼獅文藝四十年大系．小說卷Ⅰ：最後的麒麟》（台北：幼獅文化，1994）。
14. 《幼獅文藝四十年大系．小說卷Ⅱ：天邊的大麥》（台北：幼獅文化，1994）。
15. 《蕾絲與鞭子的交歡——當代台灣情色文學論》〔與林水福合編〕（台北：時報，1997）。

### 影視、舞台劇本、漫畫、傳記、遊戲及其他
- 《大東區》〔電影劇本，與于記偉合著〕（台北：行政院新聞局，1991）。
- 《夢的都市導遊》〔中間文類，與徐煬合著〕（台北：竹友軒，1992）。
- 《鬥陣》〔漫畫，與林政德合著〕（台北：大然，1992）。
- 《和死神約會的一00種方法》〔舞台劇本，與戴晴衣合著〕（台北：晴衣工作室，1994）。
- 《淫魔列傳》（台北：羚傑企業有限公司出版部，1995）。
- 《塔羅牌靈測遊戲》（台北：遠流，1997）。

### 佚文
- 楊宗翰主編：《新世代星空：林燿德佚文選I─評論卷》（台北：天行社，2001）。
- 楊宗翰主編：《邊界旅店：林燿德佚文選II─創作卷（上）》（台北：天行社，2001）。
- 楊宗翰主編：《黑鍵與白鍵：林燿德佚文選III─創作卷（下）》（台北：天行社，2001）。
- 楊宗翰主編：《將軍的版圖：林燿德佚文選IV─短論卷》（台北：天行社，2001）。
- 楊宗翰主編：《地獄的佈道者：林燿德佚文選V─譯介卷》（台北：天行社，2001）。

## 評價
- 作家鄭明娳說：「林燿德（1962-1996）以三十四年的生命遊走人間，僅以十年的光陰寫作出三十餘本著作，他的成績，確定在臺灣20世紀80年代的文學史佔有一席之地。...林燿德的寫作歷程，並沒有明顯「斷裂」的痕跡，寫作風格的轉變，不但與溫瑞安事件不同時，更與林耀德本名改為筆名林燿德無關。學界咸認林燿德「從『耀』到『燿』，從『光』到『火』，是林燿德生命歷程及文章風格重要的跳躍性改變關鍵，並不正確。...但，開始著手小說創作的林燿德進步卻是神速驚人，當他的詩及散文都有馳騁場所之後，小說也就容易得到發表園地，這時的林燿德就像帶著光速飛竄的神童，勢不可當。從1984年發表的短篇小說〈雙星浮沈錄〉到1992年在《自由時報》連載長篇小說，到1994年正式出版的《時間龍》，其間刪芟修改且進步的幅度讓人驚訝不已。」[13][14]

- 文學家陳芳明說：「他（林燿德）是台灣文學史的巨大書寫工程，橫跨詩、散文、小說、評論。他散發的生命熱力，都在前後世代的作家之上。在短短十餘年的文學生涯，他寫出的作品是別的作家需要以一生來經營的。他積極參與活動，並訪談前輩與朋輩的作家，留下可觀的歷史文獻。[15]到今天，還不斷受到廣泛挖掘，卻還無法拼湊完整的面貌。他是一個傳說，因為他代表著世代交替，也代表著開創新局。他其實就是一樁未了的工程。...在作品中，可以看到他努力建構中國性、台灣性、現代性、後現代性。他的藝術，就是台灣歷史文化的綜合體。生前受到爭議，死後依然議論不斷。討論1980年代以後的文學盛事，他就是一個座標；既是暗示，也是象徵，更是一個再呈現。」[16]